# Вейн, Генри (старший)
Сэр Генри Вейн-старший (англ. Henry Vane the Elder; 18 февраля 1589 — 1655) — английский государственный деятель, казначей королевского двора (1639—1641).

## Биография
Генри Вейн был старшим сыном Генри Вейна из Хэдлоу и его второй супруги Маргарет Твисден, дочери Роджера Твисдена. 15 июня 1604 года Вейн поступил в Брасенос-колледж, колледж Оксфордского университета, а в 1606 году был зачислен в Грейс-Инн. В марте 1611 года король Яков I посвятил его в рыцари. 
В 1617 году сэр Дэвид Фуллис продал ему должность казначея принца Уэльского. Генри Вейн был членом парламента нескольких созывов и в 1630 году стал членом Тайного совета Англии. В правление Карла I Генри Вейн занимал должности контролёра королевского двора (1629—1639), казначеем королевского двора (1639—1641) и государственного секретаря (1640—1641).
В ноябре 1641 года Карл I отправил в отставку Вейна со всех его должностей, в том числе и с должности государственного секретаря. Вероятно, это было связано с тем, что его сын Генри передал записи отца с Тайного совета Джону Пиму. Записи сыграли решающую роль, как доказательство обвинения Томаса Уэнтуорта в государственной измене, который был казнён в мае 1641 года.
Во время гражданской войны поддерживал круглоголовых и был членом парламента после знаменитой «прайдовой чистки», в ходе которой из парламента были изгнаны сторонники короля. Скончался в мае 1655 года, в возрасте 66 лет, по некоторым данным покончил с с собой.

## Семья
В возрасте 23 лет женился на Фрэнсис Дарси, дочери Томаса Дарси из Толлешанта. У супругов было 10 детей, среди которых наиболее известен Генри Вейн (1613 — 14 июня 1662), государственный деятель, колониальный губернатор Массачусетс (1636—1637) и казначей морского флота (1639–1642, 1645–1650). Два сына Уолтер и Уильям служили в Голландии и Уолтер был убит в битве при Сенефе в 1674 году.